# 五福堂站
五福堂站是一个位于中国北京市大兴区旧宫地区五福堂村104国道与广德大街交叉口，属于北京地铁8号线的地铁车站。车站于2015年11月完成主体结构施工，于2018年12月30日在8号线三期南段、四期（三期南延）开通时投入使用。

## 位置
五福堂站位于南五环内，大兴区旧宫镇五福堂村，南大红门路（104、105国道；西北－东南走向）和五福堂一号路（东西走向）交汇处，沿南大红门路布置。
五福堂站原定为8号线三期的南端终点站。后来建设方案进行了调整，延长2站至瀛海站，并将车辆段改至南延段（后称8号线四期）。延长后8号线南端得以延伸到五环外，以便市民在五环内限行时开车换乘地铁出行。

## 结构

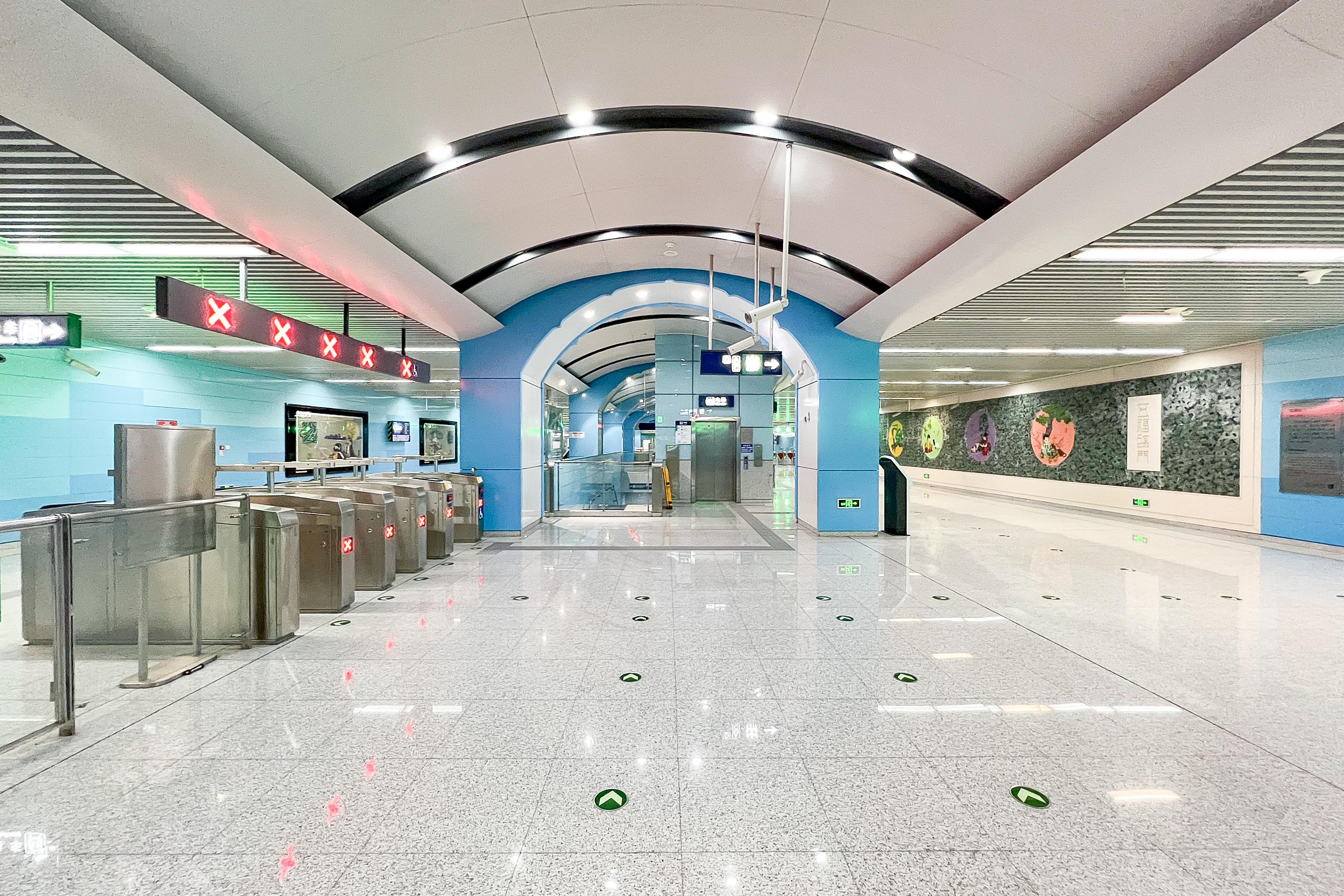
站厅

五福堂站为地下站，双层三跨结构，岛式站台设计。车站结构长269.5米，总宽20.9至24.7米。站厅布置有艺术墙《五福临门》，月台南端设有一条渡线。
| 地面层          | 街道                  | A-D出入口                        |
| 地下一层 站厅层 | 站厅                  | 客务中心、自动售票机、进出站闸机 |
| 地下二层 站台层 |                       | █ 8号线往朱辛庄（火箭万源）      |
| 地下二层 站台层 | 岛式站台，左側開门    |                                  |
| 地下二层 站台层 | █ 8号线往瀛海（德茂） |                                  |

## 出入口
|                       |                    |                    |      |            |  |
| 编号                  | 指示               | 建议前往的目的地   | 图片 | 无障碍设施 |  |
| 出口 · A · 升降机标志 | 南大红门路（南侧） |                    |      |            |  |
| 出口 · C · 升降机标志 | 南大红门路（北侧） | 有德家苑、菊源里   |      |            |  |
| 出口 · D              | 南大红门路（南侧） | 中南湾、中科电商谷 |      | 不適用     |  |
| 註： 設有             |                    |                    |      |            |  |